# Юрешть
Юрешть, Юрешті (рум. Iurești) — село у повіті Ботошані в Румунії. Входить до складу комуни Тодірень.
Село розташоване на відстані 361 км на північ від Бухареста, 33 км на південний схід від Ботошань, 64 км на північний захід від Ясс.

## Населення
За даними перепису населення 2002 року у селі проживали 611 осіб, усі — румуни. Усі жителі села рідною мовою назвали румунську.